# Ben Loyal
Der Ben Loyal (schottisch-gälisch Beinn Laoghail) ist ein Berg in der traditionellen Grafschaft Sutherland im äußersten Norden des schottischen Festlands, etwa zehn Kilometer südlich von Tongue. Er erhebt sich unmittelbar vom Westufer des gleichnamigen Loch Loyal, nur wenige Kilometer von der Atlantikbucht Kyle of Tongue. Sein Bezugsberg (Prominence Parent) ist der gut zehn Kilometer westlich gelegene Munro Ben Hope.
Der Ben Loyal besteht hauptsächlich aus Granit mit vier felsigen Gipfel, die ihm sein charakteristisch-unverwechselbares Aussehen geben. Trotz seiner eher geringen Höhe gilt er als einer der reizvollsten Highland-Berge und wird häufig als Queen of Scottish Mountains bezeichnet.

## Anreise und Aufstieg
Da der Norden Sutherlands nicht über Schienenwege verfügt, gibt es keine Bahnverbindung zum Ben Loyal. Von Tongue aus ist er jedoch in einem Tagesausflug zu Fuß erreich- und ersteigbar. Zudem verläuft mit der A836 eine einspurige Hauptstraße direkt zwischen dem Westufer des Loch Loyal und Osthang des Berges. Der Aufstieg selbst erfolgt für gewöhnlich von der Nordseite, ausgehend über einen Feldweg von der Farm Ribigill.